# Čánka
Čánka (německy Tschanka) je vesnice, část města Opočno v okrese Rychnov nad Kněžnou. Nachází se asi 2 km na jihozápad od Opočna. Prochází zde silnice II/298. V roce 2009 zde bylo evidováno 87 adres. V roce 2001 zde trvale žilo 251 obyvatel.
Čánka je také název katastrálního území o rozloze 4,26 km2. V katastrálním území Čánka leží i Dobříkovec.

## Historie
První písemná zmínka o obci pochází z roku 1361.

### Exulanti
Stejně jako z okolních obcí (Králova Lhota, Rohenice, Vysoký Újezd aj.) odcházeli do exilu i nekatolíci z obce Čánky. Do emigrace odešel Jakub Macek, dvanáctikorcový chalupník z obce Čánky, s manželkou Dorotou a syny Janem (11 let), Jiříkem (9) a Václavem (7). V Münsterbergu byl i lednu 1746, kdy zažádal o místo v nově vznikající české kolonii Husinec. Tam je v roce 1750 zaznamenán jako jeden ze zakladatelů této obce. V Husinci se oženil dne 4.11.1760 i jeho syn Jan (zemřel 10.5.1771 starý 36 let). I jeho čtyři děti měly později svatby v Husinci.

## Pamětihodnosti
- Kaple Nanebevzetí Panny Marie